# Elachistocleis bumbameuboi
Elachistocleis bumbameuboi é uma espécie de anfíbio da família Microhylidae. Endêmica do Brasil, pode ser encontrada no estado de Maranhão.